# Xã McKennon, Quận Johnson, Arkansas
Xã McKennon (tiếng Anh: McKennon Township) là một xã thuộc quận Johnson, tiểu bang Arkansas, Hoa Kỳ. Năm 2010, dân số của xã này là 944 người.